# Dampfspeicherlokomotive

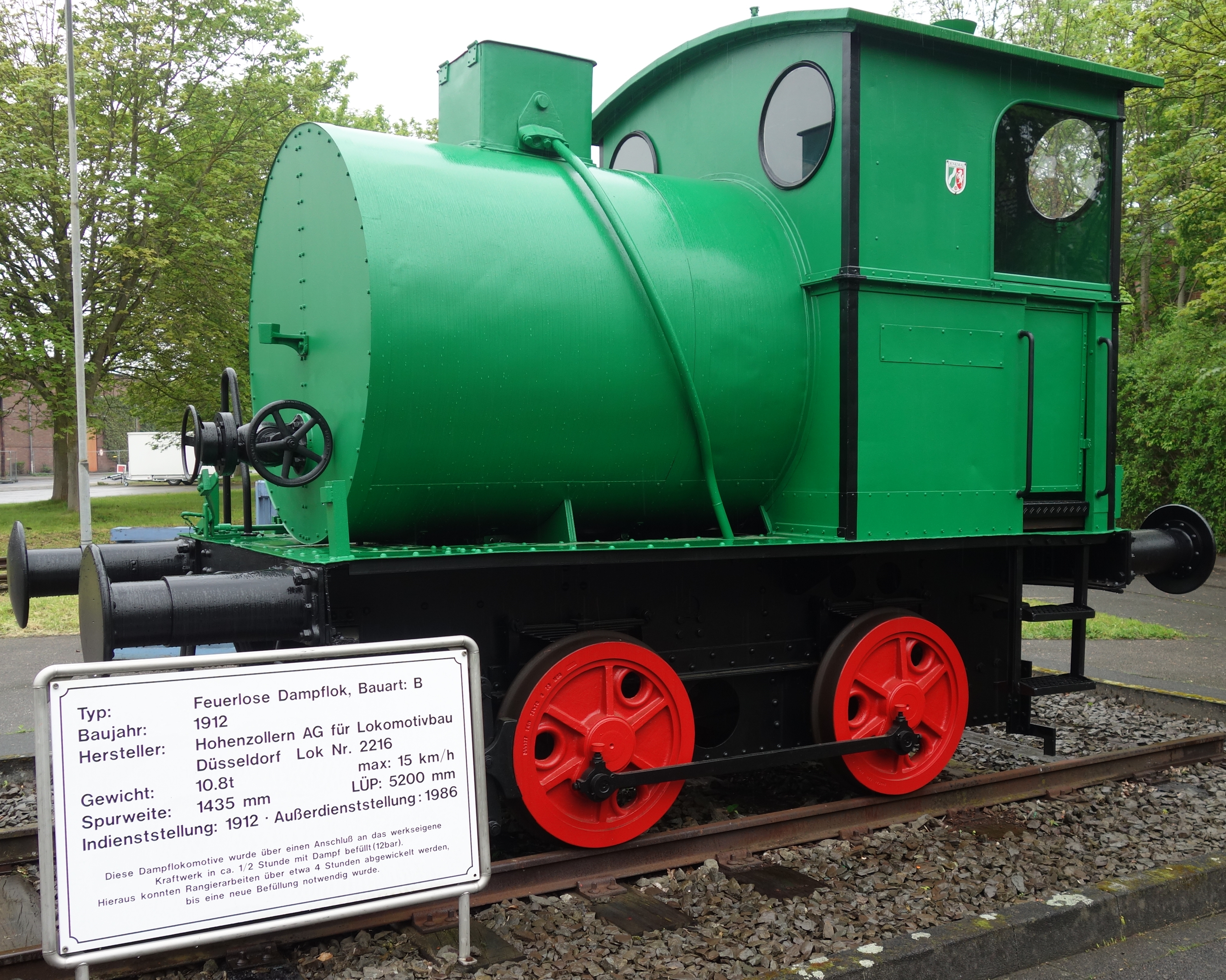
Restaurierte Dampfspeicherlokomotive von 1912 der ehemaligen Zanders Papierfabrik

Eine Dampfspeicherlokomotive oder feuerlose Lokomotive ist eine spezielle Bauform einer Dampflokomotive, die ihre Antriebsenergie aus überhitztem Wasser bezieht.
Bevor die Dampfspeicherlokomotive betriebsbereit ist, muss das Wasser im Kessel der Lokomotive aus einem externen Dampfkessel erhitzt werden.

## Einsatz
Eine Dampfspeicherlokomotive kann in explosionsgefährdeten Umgebungen, wie z. B. in der chemischen Industrie, in Munitionsfabriken oder im Bergbau, eingesetzt werden, da bei ihr keine Verbrennung stattfindet. So entsprechen die Einsatzmöglichkeiten der Speicherdampflokomotive in etwa denen einer Pressluftlokomotive.
Aufgrund der Abhängigkeit von einem Dampfversorger werden Dampfspeicherlokomotiven jedoch nicht unter Tage eingesetzt. Allerdings können Dampfspeicherlokomotiven Anhängelasten von über 2000 t bewegen. Nach sechs bis acht Stunden müssen sie wieder befüllt werden. Auch heute noch werden Dampfspeicherlokomotiven in Industriebetrieben eingesetzt, die selbst erhebliche Prozesswärmemengen erzeugen, etwa die Papier-, die Zucker- und die Eisenindustrie.
Im Zeitraum von 1984 bis 1988 baute das Dampflokwerk Meiningen die letzte große Serie von 202 Dampfspeicherlokomotiven vom Typ FLC.

Henschel-Dampfspeicherlokomotive im Grosskraftwerk Mannheim
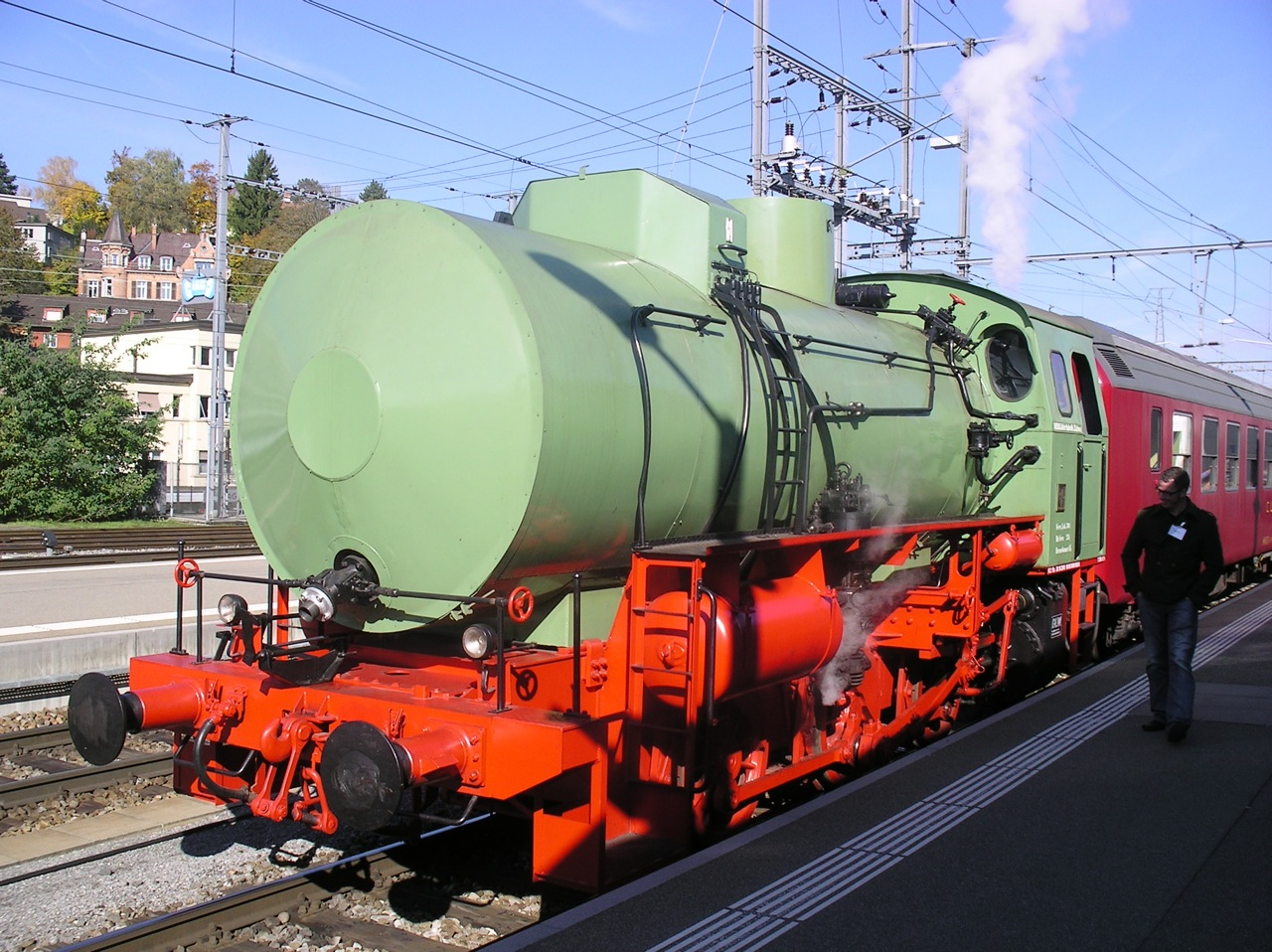
Dampfspeicherlokomotive 002 der DLM, bereit für den Einsatz auf Industriegleisen, bei der Vorführung in Schaffhausen 2010
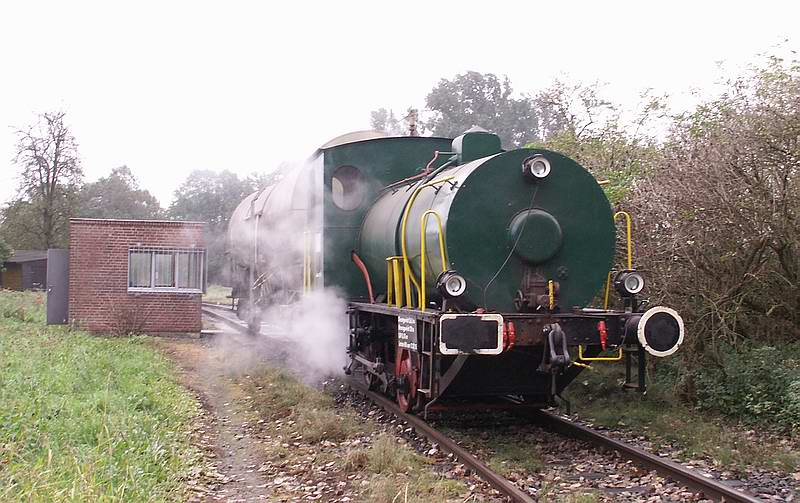
Hanomag-Dampfspeicherlokomotive (in Heinsberg-Oberbruch)
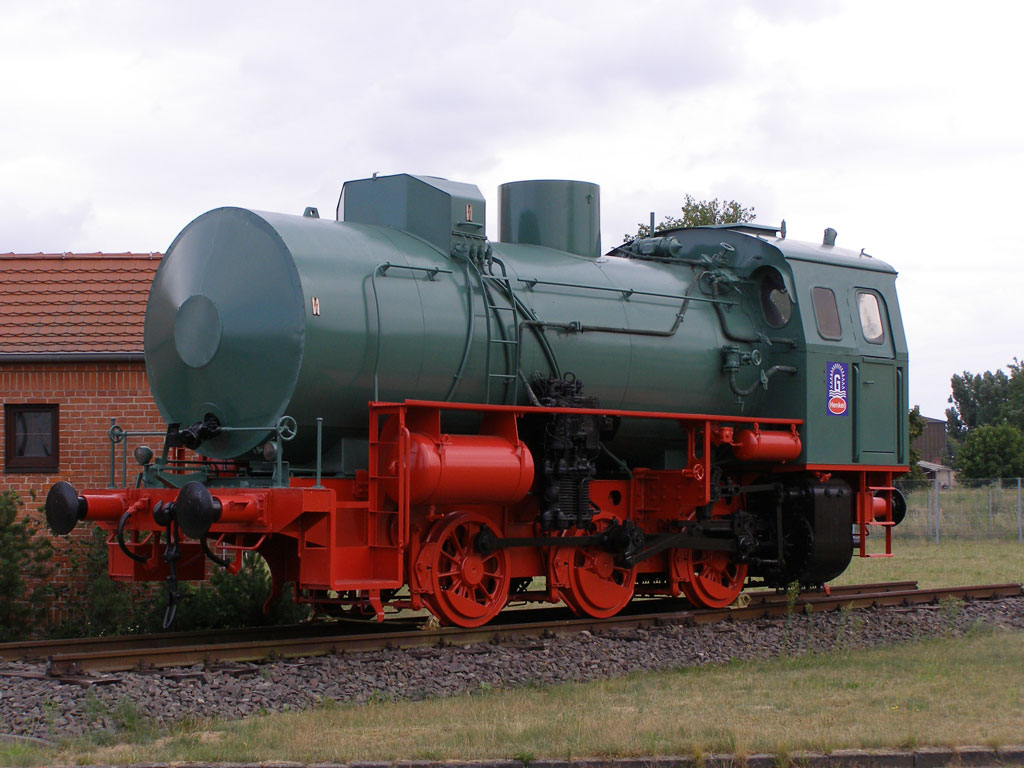
LKM-Feuerlose-C im Henkel-Werksmuseum Genthin
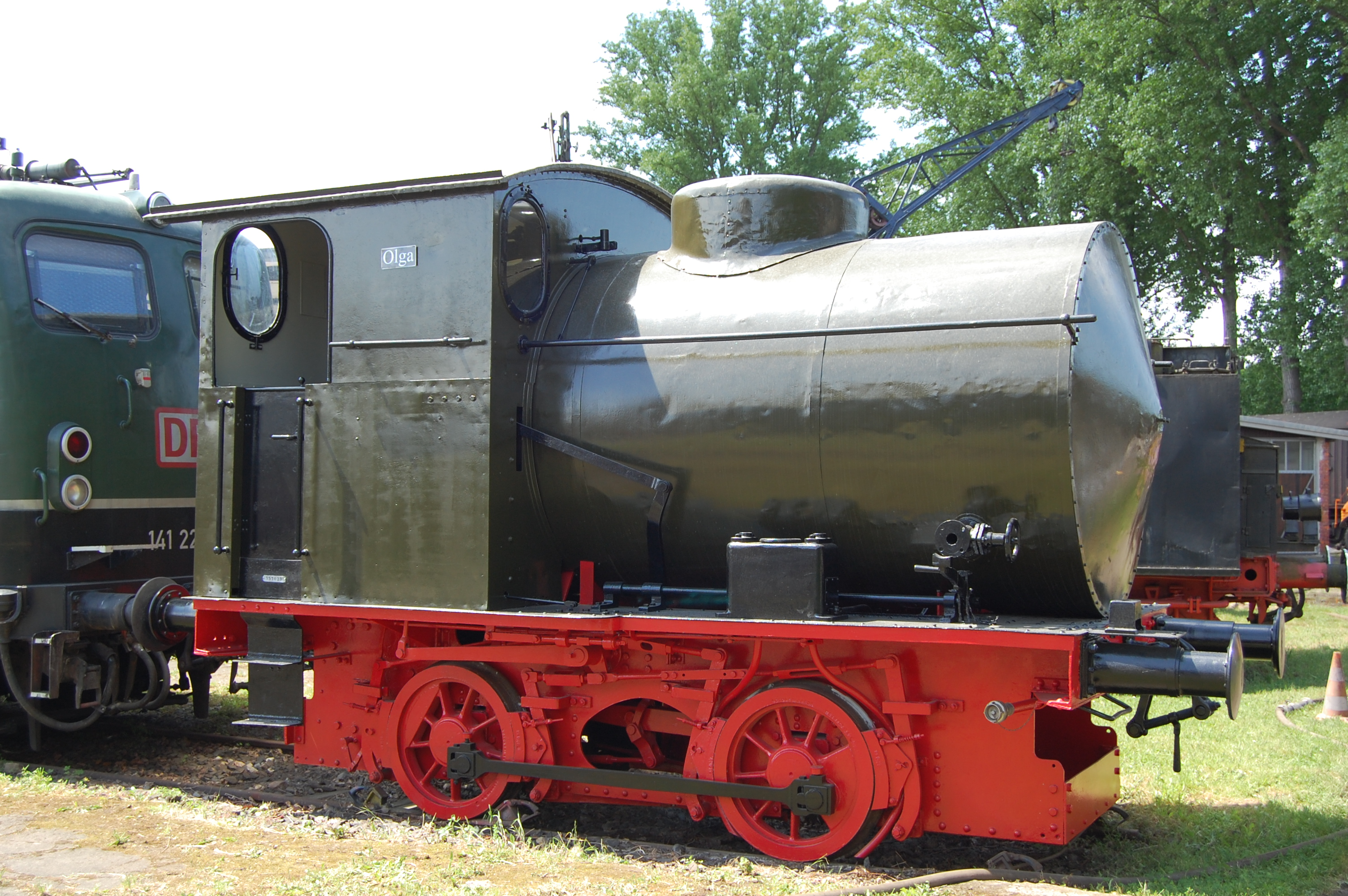
Feuerloser B-Kuppler mit Innentriebwerk von Hohenzollern
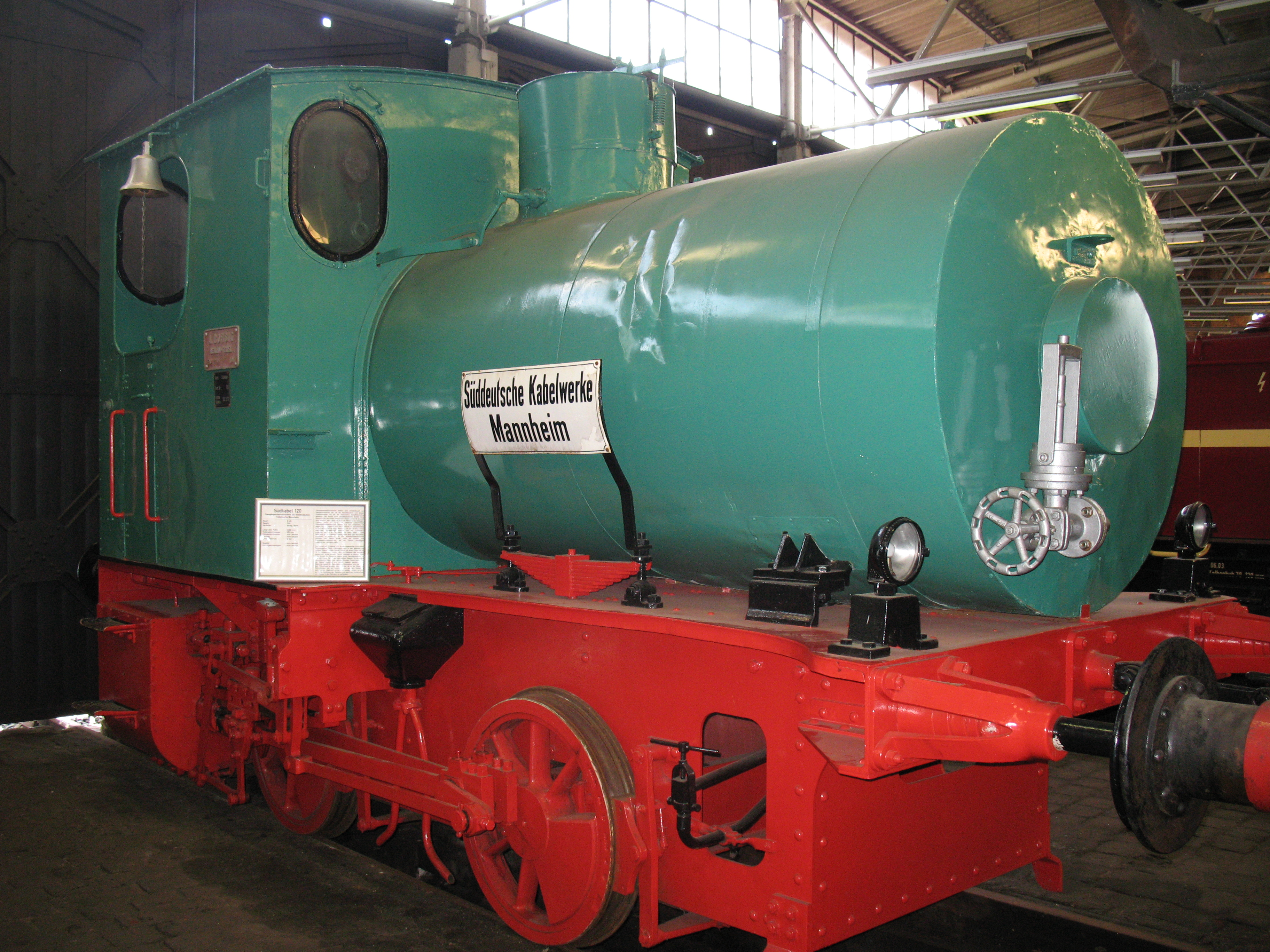
Dampfspeicherlokomotive der Süddeutschen Kabelwerke Mannheim im Eisenbahnmuseum Bochum-Dahlhausen
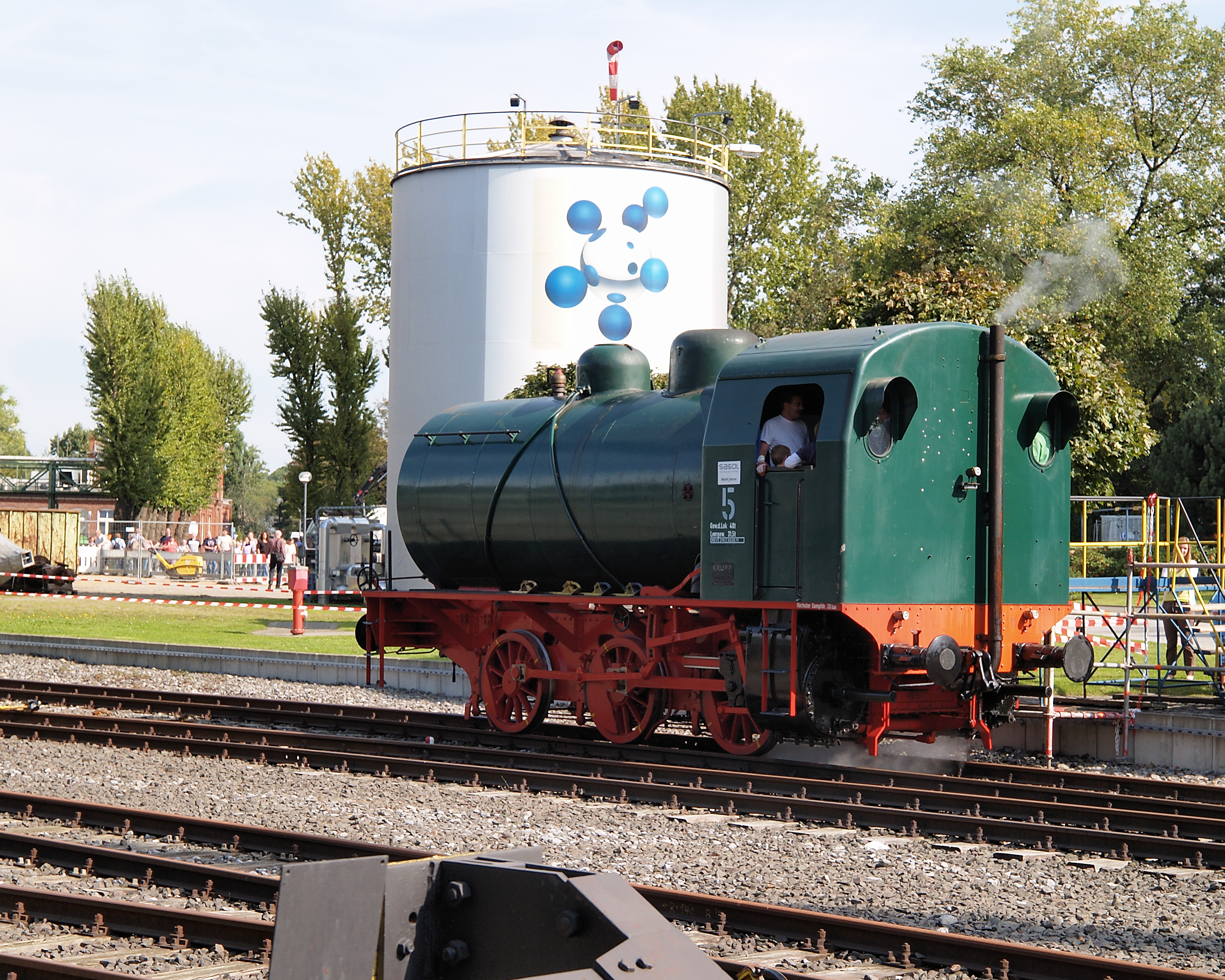
Krupp-Dampfspeicherlokomotive in Betrieb bei Sasol in Herne
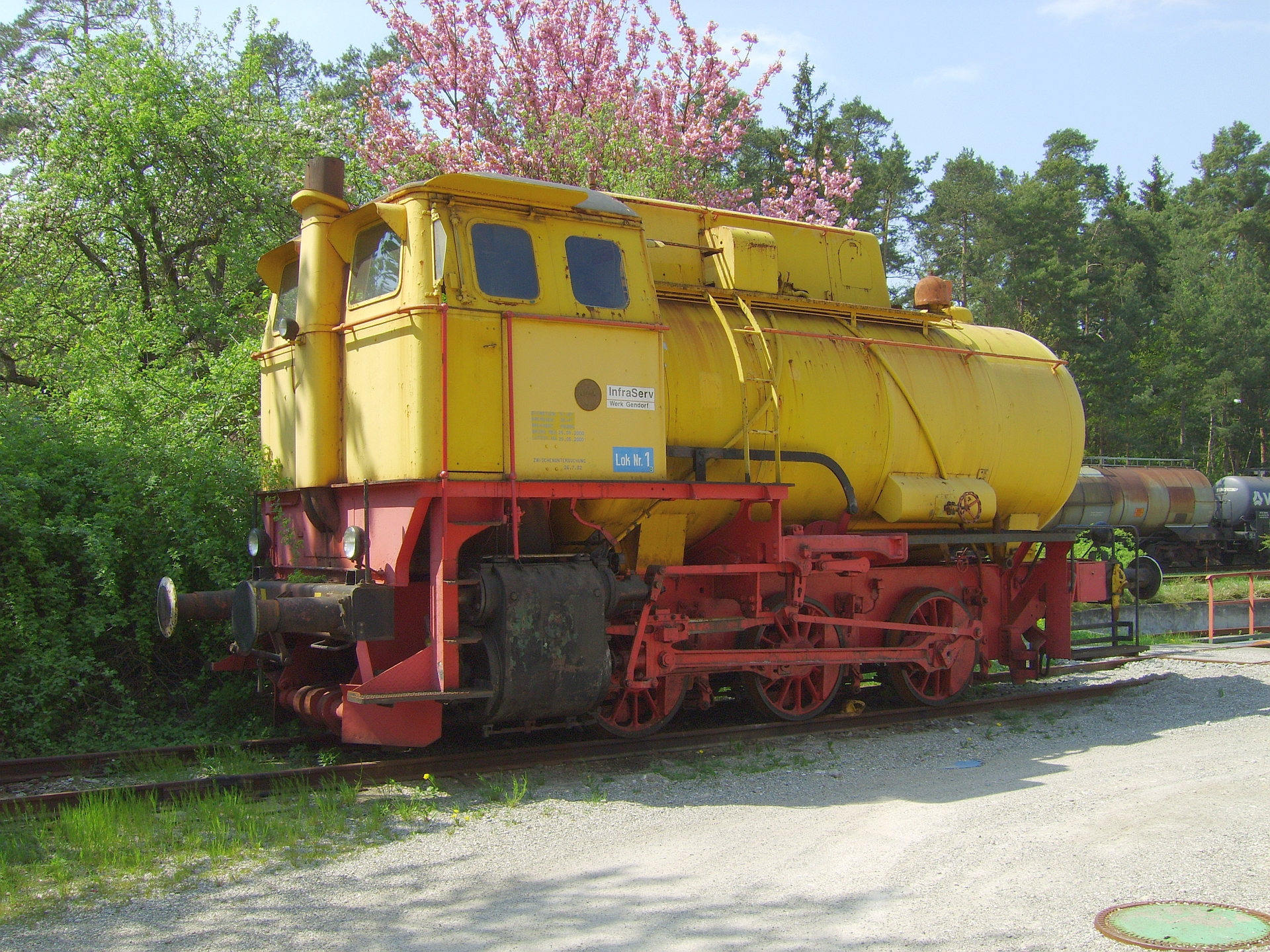
Krauss-Maffei Gilli–Hochdruck–dampfspeicherlokomotive in Gendorf/Kastl
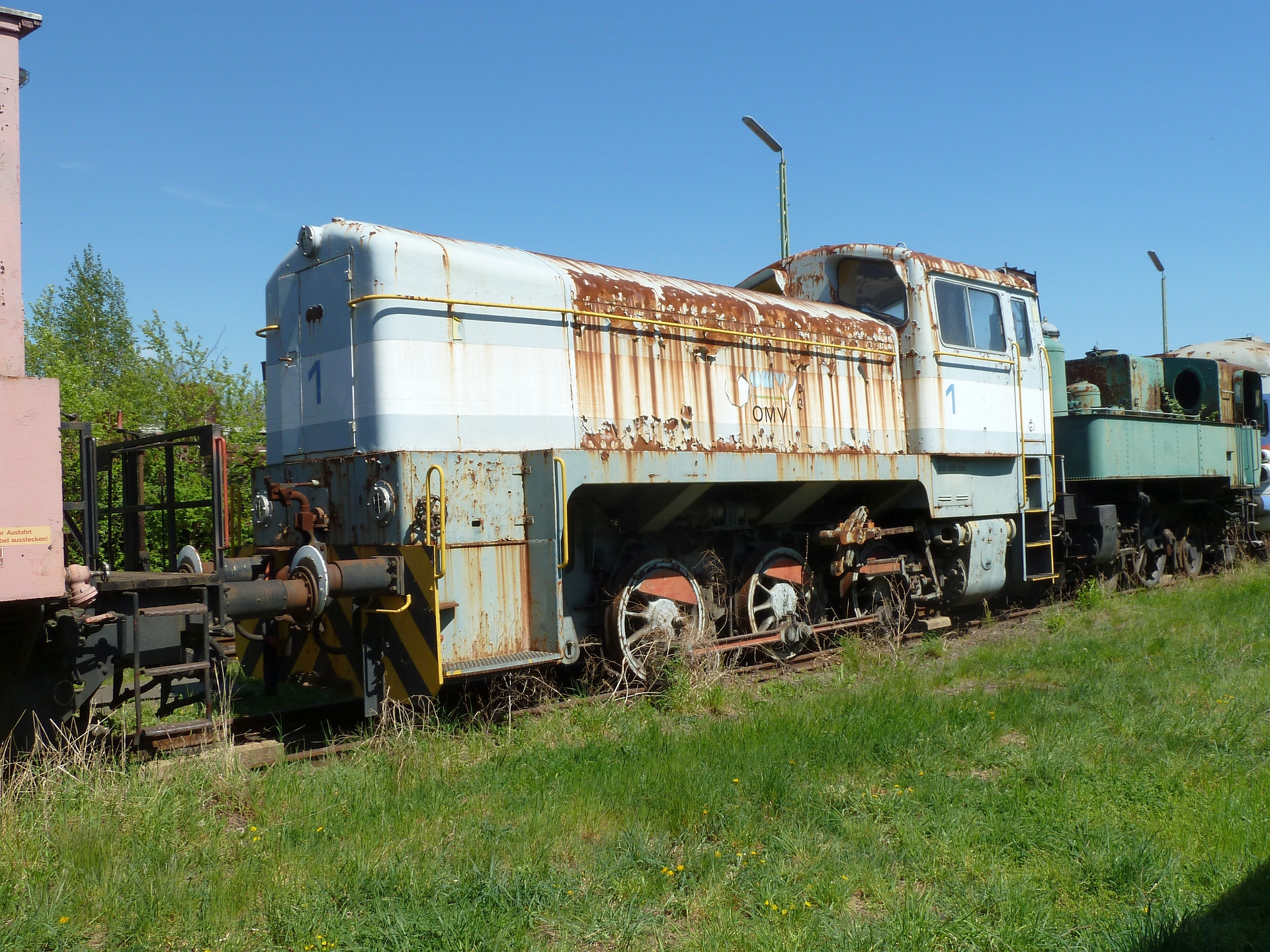
Gilli–Hochdruckdampfspeicherlokomotive der Wiener Lokomotivfabrik Floridsdorf in Strasshof an der Nordbahn
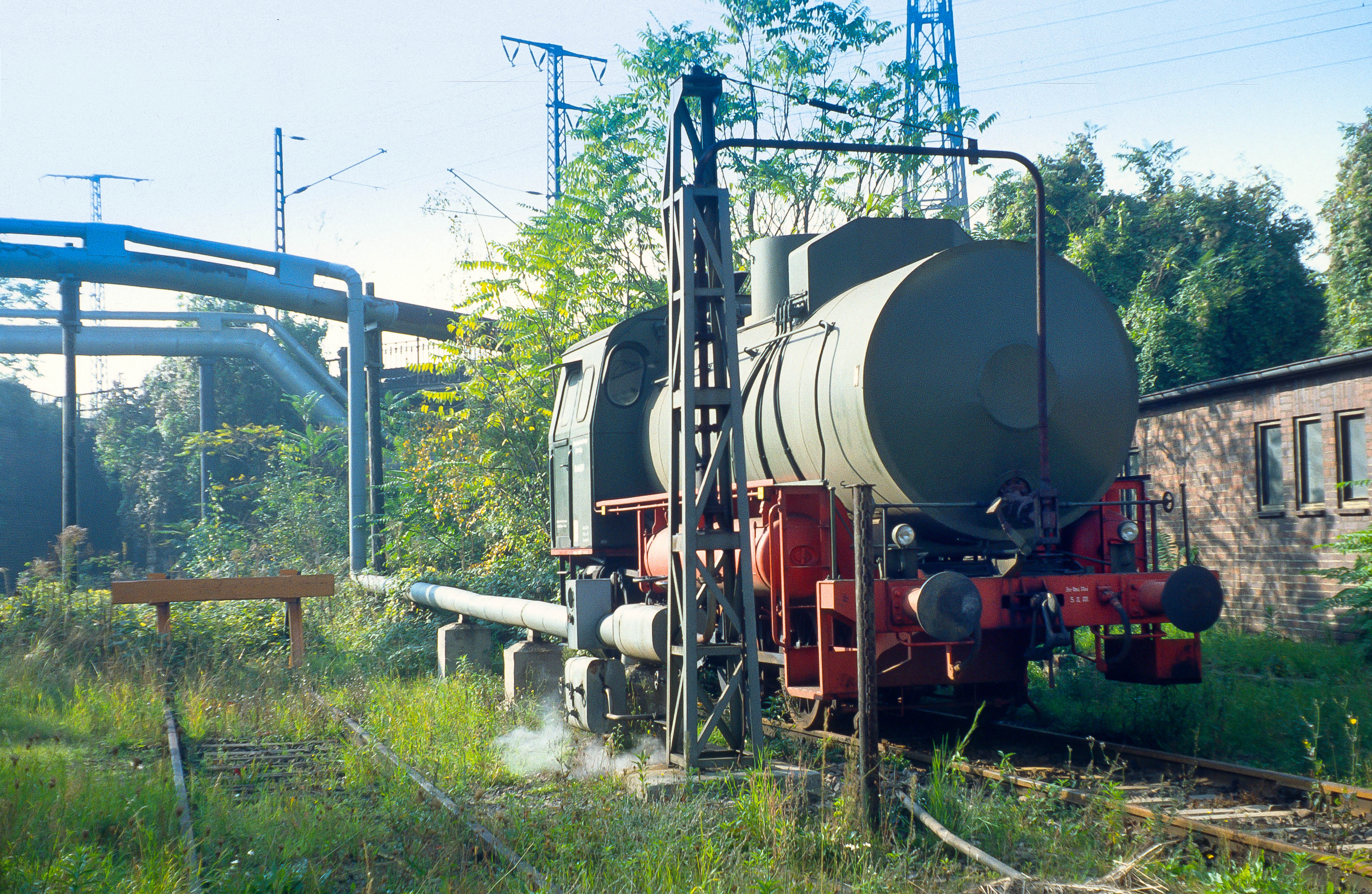
Eine vom Dampflokwerk Meiningen gebaute Dampfspeicherlokomotive beim Füllen in Dresden

## Konstruktion
Fahr- und Triebwerk entsprechen weitgehend dem einer normalen Dampflokomotive, üblich sind die Achsfolgen B, C und selten auch D. Die Zylinder der Fahrzeuge sind meist relativ groß dimensioniert, damit die Lokomotiven auch bei stark abgefallenem Dampfdruck noch betrieben werden und bei noch 1,5 bar mit eigener Kraft zur Füllstelle zurückkehren können. Wegen des Einsatzes im Rangierdienst mit verhältnismäßig geringen Geschwindigkeiten und weil keine Massen von im Betrieb abnehmenden Vorräten kompensiert werden müssen, sind Dampfspeicherlokomotiven in der Regel laufachslos.
Der Dampfspeicher ist ein Druckbehälter, der zu etwa 2⁄3 mit heißem Wasser gefüllt ist und dessen Temperatur über der atmosphärischen Siedetemperatur (100 °C) liegt. Über dem Wasser liegt ein Dampfpolster und der Sattdampfdruck in dem Speicher hängt von der Temperatur ab. Beim Betrieb wird Dampf für den Antrieb entnommen. Mit der Dampfentnahme ist das Wasser gegenüber dem Dampfzustand überhitzt und dies führt zu einer Nachverdampfung aus dem flüssigen Zustand bis die flüssige und dampfförmige Phase wieder im Sattdampfgleichgewicht stehen. Mit der Dampfentnahme reduzieren sich Druck und Temperatur in dem Kessel. Die nutzbare Wärme für den Antrieb kann aus der Masse des Wassers, der spezifischen Wärmekapazität des Wassers und der Überhitzung berechnet werden:
{\displaystyle \ Q=m\,\,c_{\mathrm {p,Wasser} }\,\ (T} - 100 °C)
Der Speicher wird wieder gefüllt, indem heißer Dampf (T = 180 °C bis 220 °C) über einen Düsenstock im Sohlenbereich des Kessels in das Wasser eingeleitet wird. Der Dampf kondensiert und gibt die Verdampfungsenthalpie an die Wasserfüllung ab und die Temperatur steigt. Wenn die Wassertemperatur im Kessel diejenige des eingeleiteten Dampfes erreicht, wird die Dampfzufuhr beendet und die Maschine ist betriebsfähig. Durch dieses Prinzip können Dampfspeicherlokomotiven abhängig von der Belastung mehrere Stunden ohne Nachfüllen eingesetzt werden. Der Speicherdruck bei gefülltem Behälter beträgt bei Niederdruckdampfspeicherlokomotiven üblicherweise 12 bis 15 Bar, bei Mitteldrucklokomotiven bis 25 Bar.
Das Verhältnis der entnehmbaren Dampfmenge zum Speichervolumen kann für die jeweils geltenden Randbedingungen recht genau berechnet werden.
Der Dampfspeicher benötigt weder eine Feuerbüchse noch Rauchrohre und ist deshalb verglichen mit dem Kessel einer normal beheizten Dampflokomotive ein preisgünstiges und wartungsarmes Bauteil. Außerdem ist er für sein Volumen relativ leicht, sodass Speicherdampflokomotiven mit verhältnismäßig groß dimensionierten Kesseln ausgestattet werden können. Der Kessel hat eine Wärmedämmung, um die Verluste durch Abwärme zu minimieren.
Üblicherweise ist der Druckbehälter etwas vor der Fahrzeugmitte angeordnet, weil sich am hinteren Ende das Führerhaus befindet. Zur Erzielung von kurzen Dampfwegen zwischen Regler und Triebwerk sind die Zylinder meist unterhalb des Führerhauses angeordnet. Der Abdampf wird, weil kein Blasrohr für die Feueranfachung benötigt wird, in der Regel über ein Abdampfrohr an der Führerhausrückwand in die Atmosphäre abgegeben.

## Hochdruckdampfspeicherloks
Eine herkömmliche Dampfspeicherlokomotive hat zwei entscheidende Nachteile: Zum einen ist ihr Aktionsradius bauartbedingt stark eingeschränkt, zum anderen führt der ständig abnehmende Betriebsdruck im Kessel dazu, dass die Zylinder recht groß ausgeführt werden müssen, um auch mit niedrigem Dampfdruck noch ausreichend Zugkraft aufbringen zu können. Deswegen neigen sie bei hohen Dampfdrücken zum Schleudern, da die erzeugte Kraft nicht auf die Schiene gebracht werden kann.
1934 baute die Lokomotivfabrik Floridsdorf für das Gaswerk Leopoldau der Stadt Wien eine Dampfspeicherlokomotive nach den Grundsätzen von Paul Gilli. Sie sollte Züge mit einer Masse von 1500 Tonnen über Rampen von 17 Promille befördern können. Diese erste Lok, die nach dem Hochdruckprinzip arbeitete, war von beachtlichen Abmessungen. Teile des Rahmens, Triebwerk und Zylinder mit Lentz-Ventilsteuerung stammten von einer fünfachsigen Heißdampflokomotive der BBÖ-Reihe 80. Sie hatte eine Dienstmasse von 82 t bei einer Achslast von 16,5 t. Der Speicherdruck betrug 118 bar. Von den ursprünglich fünf Kuppelachsen blieben allerdings nach dem Umbau nur noch vier gekuppelt, die den Zylindern benachbarte Achse wurde zur Laufachse. Dabei war der Speicher vom Triebwerk durch ein Druckminderventil getrennt, durch welches der Speicherdruck soweit herabgesetzt wurde, dass die Zylinder mit etwa 14 bar Druck arbeiteten. Dadurch stand bis zum Erreichen dieses Druckes im Kessel ein ständig gleicher Arbeitsdruck in den Zylindern zur Verfügung.
Lokomotiven dieser Bauart verfügten über einen weiteren Vorteil: Durch den höheren Speicherdruck liegt die Wassertemperatur im Kessel viel höher als bei herkömmlichen Dampfspeicherlokomotiven. Der entnommene Dampf verliert durch seine Druckreduzierung an Temperatur, die ihm aber durch einen Überhitzer (Rohrschlangen, die im Kessel liegen) wieder zugeführt werden kann. Der so wieder erhitzte Heißdampf besitzt eine höhere Energiedichte als normaler Nassdampf, was einen wirtschaftlicheren Betrieb der Lokomotive ermöglichte. Durch das Überhitzen wird dem Speicher allerdings zusätzlich Wärme entzogen, dadurch kann die ursprüngliche eingefüllte Dampfmenge nicht mehr entnommen werden und bleibt in Form von Wasser im Speicher zurück. Die Überhitzungswirkung nimmt mit sinkendem Druck im Speicher allerdings ab.
An der Produktion der Hochdruckdampfspeicherlokomotiven beteiligten sich insgesamt nur drei Lokomotivfabriken: Henschel in Kassel lieferte fünf, die Lokomotivfabrik Floridsdorf 45 und Krauss-Maffei in München drei Lokomotiven. Diese drei Maschinen vom Typ C 17 F von Krauss-Maffei waren deren einzige der Bauart Gilli und beendeten dort Anfang der 1950er Jahre den Bau von Dampfspeicherlokomotiven. Die letzte Hochdruckdampfspeicherlokomotive überhaupt wurde 1973 von der Lokomotivfabrik Wien-Floridsdorf an die ÖMV, Raffinerie Schwechat, geliefert.